# Peter Handford

Peter Thomas Handford est un ingénieur du son britannique né le 21 mars 1919 à Four Elms, dans le Kent (Angleterre) et mort le 6 novembre 2007 à Wickham Skeith dans le Suffolk (Angleterre).

## Biographie
Peter Handford entre aux studios Denham en 1936 comme apprenti dans la société de production d'Alexander Korda London Film Productions. En septembre 1939, lorsque la guerre éclate, Handford est enrôlé dans le Corps expéditionnaire britannique, puis il est volontaire pour intégrer la toute nouvelle Army Film and Photographic Unit (en), avec laquelle il va débarquer en France en juin 1944, comme cameraman. Puis, il va obtenir un équipement qui va lui permettre d'enregistrer les sons de la guerre,,,,.
À une époque où la majeure partie des sons d'extérieur étaient en réalité créés en studio, Handford utilise son expérience acquise lors des enregistrements qu'il a faits en temps de guerre pour développer un système d'enregistrement sur site, qu'il a utilisé pour la première fois lors du tournage en extérieurs à Venise du film de David Lean Vacances à Venise, et qu'il a perfectionné lors de celui des Chemins de la haute ville de Jack Clayton. Son expertise à capturer des sons complexes en extérieur fait qu'il va être aussi beaucoup demandé par des productions hollywoodiennes. Mais il continue toutefois de travailler pour le cinéma britannique, et notamment pour des réalisateurs comme Tony Richardson. C'est d'ailleurs lors du tournage d'un film de John Schlesinger qu'il rencontre sa future femme, l'actrice Helen Fraser (en),,.
Parallèlement à sa carrière cinématographique, il utilise la même technologie pour capturer le son des locomotives à vapeur, qui sont alors en train de disparaître des paysages britannique et français,. Il crée même un label, Transacord, destiné à ce type d'enregistrements, dont le catalogue est désormais détenu par le British National Railway Museum à York,,.
Il prend sa retraite en 1988, après le tournage de Havana, retraite qu'il va utiliser notamment à archiver ses enregistrements,.

## Filmographie (sélection)
- 1949 : Les Amants du Capricorne (Under Capricorn) d'Alfred Hitchcock
- 1949 : Cagliostro (Black Magic) de Gregory Ratoff
- 1950 : Odette, agent S 23 (Odette) d'Herbert Wilcox
- 1950 : Les Forbans de la nuit (Night and the City) de Jules Dassin
- 1951 : Le Retour de Bulldog Drummond (Calling Bulldog Drummond) de Victor Saville
- 1953 : L'Opéra des gueux (The Beggar's Opera) de Peter Brook
- 1954 : Voyage en Birmanie (Lilacs in the Spring) d'Herbert Wilcox
- 1955 : Vacances à Venise (Summertime aux USA ou Summer Madness au Royaume-Uni) de David Lean
- 1956 : Trois hommes dans un bateau (Three Men in a Boat) de Ken Annakin
- 1959 : Les Chemins de la haute ville (Room at the Top) de Jack Clayton
- 1960 : Samedi soir, dimanche matin (Saturday night and sunday morning) de Karel Reisz
- 1961 : L'Île mystérieuse (Mysterious Island) de Cy Endfield
- 1963 : Tom Jones de Tony Richardson
- 1963 : Billy le menteur (Billy Liar) de John Schlesinger
- 1967 : Charlie Bubbles d'Albert Finney
- 1969 : Ah Dieu ! Que la guerre est jolie (Oh! What a Lovely War) de Richard Attenborough
- 1971 : Le Messager (The Go-Between) de Joseph Losey
- 1972 : Frenzy d'Alfred Hitchcock
- 1973 : Les Dix Derniers Jours d'Hitler (Hitler: The Last Ten Days) d'Ennio De Concini
- 1974 : Le Crime de l'Orient-Express (Murder on the Orient Express) de Sidney Lumet
- 1975 : Une Anglaise romantique (The Romantic Englishwoman) de Joseph Losey
- 1977 : Julia de Fred Zinnemann
- 1979 : Une femme disparaît (The Lady Vanishes) d'Anthony Page
- 1985 : Out of Africa de Sydney Pollack
- 1987 : Hope and Glory de John Boorman
- 1988 : Les Liaisons dangereuses (Dangerous Liaisons) de Stephen Frears
- 1988 : Gorilles dans la brume (Gorillas in the Mist: The Story of Dian Fossey) de Michael Apted
- 1990 : Havana de Sydney Pollack
- 1990 : Chasseur blanc, cœur noir (White Hunter, Black Heart) de Clint Eastwood

## Distinctions

### Récompenses
- pour Out of Africa
  - 1986 : Oscar du meilleur mixage de son
  - 1987 : British Academy Film Award du meilleur son

### Nominations
- 1972 : British Academy Film Award du meilleur son pour Le Messager
- 1981 : Oscar du meilleur mixage de son pour Gorilles dans la brume
- 1988 : British Academy Film Award du meilleur son pour Hope and Glory